# Kiazolu
Kiazolu är en klan i Liberia.   Den ligger i regionen Grand Cape Mount County, i den västra delen av landet, 80 km nordväst om huvudstaden Monrovia.